# خیورخیوس دامن
خیورخیوس دامن (هلندی: Georgius Damen; ۱۸ ژوئن ۱۸۸۷ – ۲۳ ژوئن ۱۹۵۴) دوچرخه‌سوار اهل هلند بود.